# Rêverie
Rêverie (En francés: ensoñación) es el segundo álbum del músico y dj Luciano Supervielle, lanzado en 2011.
Grabado en vivo en Uruguay en el Teatro Solís (sala Zavala Muniz) en diciembre de 2009, luego se incluyeron otros temas en vivo y grabaciones en estudio. Fue producido por Gustavo Santaolalla y Juan Campodónico.
El disco incluye temas instrumentales y canciones, así como versiones de otros artistas rioplatenses, como el tema «Gritar», del álbum Tango que me hiciste mal, de Los Estómagos, con la voz original de Gabriel Peluffo, y «Baldosas mojadas», con Juan Casanova, cantante de Los Traidores, «Canción de muchacho» de Eduardo Darnauchans incluye un sampleo de su voz e «Indios» de Legião Urbana, cuenta la participación de Dado Villalobos.
En 2012 obtuvo el galardón de mejor álbum rock-pop alternativo en la 14.ª edición de los Premios Gardel y álbum del año y mejor álbum pop en los Premios Graffiti.

## Listado de temas
Salvo los indicados, temas compuestos por Luciano Supervielle.
1. - Zizou
2. - Toco Wood
3. - A dónde van los pájaros
4. - Real y mágico
5. - No soy un extraño (Charly García)
6. - El Príncipe
7. - Baldosas mojadas (Juan Casanova)
8. - Artigas
9. - Indios (Legião Urbana)
10. - Carroussel
11. - Canción de muchacho (Eduardo Darnauchans)
12. - Bon Ap!
13. - Gritar (Los Estómagos)
14. - Forma aparente
15. - Un poco a lo Felisberto

## Músicos
- Luciano Supervielle - piano, dj
- Javier Casalla - violín
- Martín Ferres - bandoneón
- Gabriel Casacuberta - bajo
- Gustavo Antuña - guitarra
- Juan Campodónico - guitarra
- Martín Ibarburu - batería